# Aralt
L’Aralt (Ralt in dialetto liventino) è un corso d’acqua della provincia di Treviso in Veneto.

## Corso del fiume
L’Aralt nasce dall’unione di vari scoli di risorgiva nel comune di Orsago. Prosegue in direzione ovest-est fino a Francenigo, dove sfocia nel Livenza.

## Ambiente
La fauna ittica dell’Aralt è costituita principalmente da ciprinidi, come barbi, cavedani e triotti. Sono presenti anche ghiozzi padani, anguille, lucci, sporadiche alborelle e spinarelli.